# Stadtbahnwagen B
Los Stadtbahnwagen B (en español: vehículo de metro ligero tipo B), también abreviados como B-Wagen, son vehículos ferroviarios de metro ligero con piso alto y ancho estándar, con alrededor de 520 unidades producidas entre 1973 y 2002, utilizados en varias redes urbanas de Renania del Norte-Westfalia y Bursa.
Fueron desarrollados inicialmente por DUEWAG, empresa que también construyó la mayoría de ellos, en la ciudad de Düsseldorf. Por lo general son unidades articuladas de 28 metros, 2,65 metros de ancho, tres bogies y seis ejes. Algunas unidades en Dortmund fueron extendidas con secciones centrales adicionales, dando como resultado unidades de hasta 38 metros con cuatro bogies y ocho ejes.

## Desarrollo
A finales de los años 1960 se proyectó la red de metro ligero de Rin-Ruhr, entre Düsseldorf y Dortmund. Para su operación, se diseñó el vehículo de metro ligero tipo A (Stadtbahnwagen A), previsto como un tren biarticulado con acoplamiento cerrado. El suministro de energía planeaba realizarse mediante un tercer riel. Aunque también se exploró la posibilidad de suministro mediante catenaria y el uso de escalones plegables para su operación como tranvía previo a su conversión a metro.
Partiendo del metro ligero de Colonia y el metro ligero de Bonn, se planteaba crear una red de trenes ligeros independiente. Había dos particularidades a considerar. La primera era que el metro ligero debía utilizar la red de ferrocarriles de Colonia y Bonn, por lo que debía homologarse como vehículo ferroviario según el reglamento alemán de construcción y operación de ferrocarriles. La segunda era que en Colonia ya se había construido un túnel con radios de curvatura estrechos para un tranvía, por el cual también debía circular el metro ligero. En aquel momento, tanto el gobierno federal como los gobiernos de los estados federados se negaron a participar en la financiación de los vehículos tipo A, ya que no cumplían los elementos de trazado necesarios para la operación del metro ligero de Rin-Ruhr.

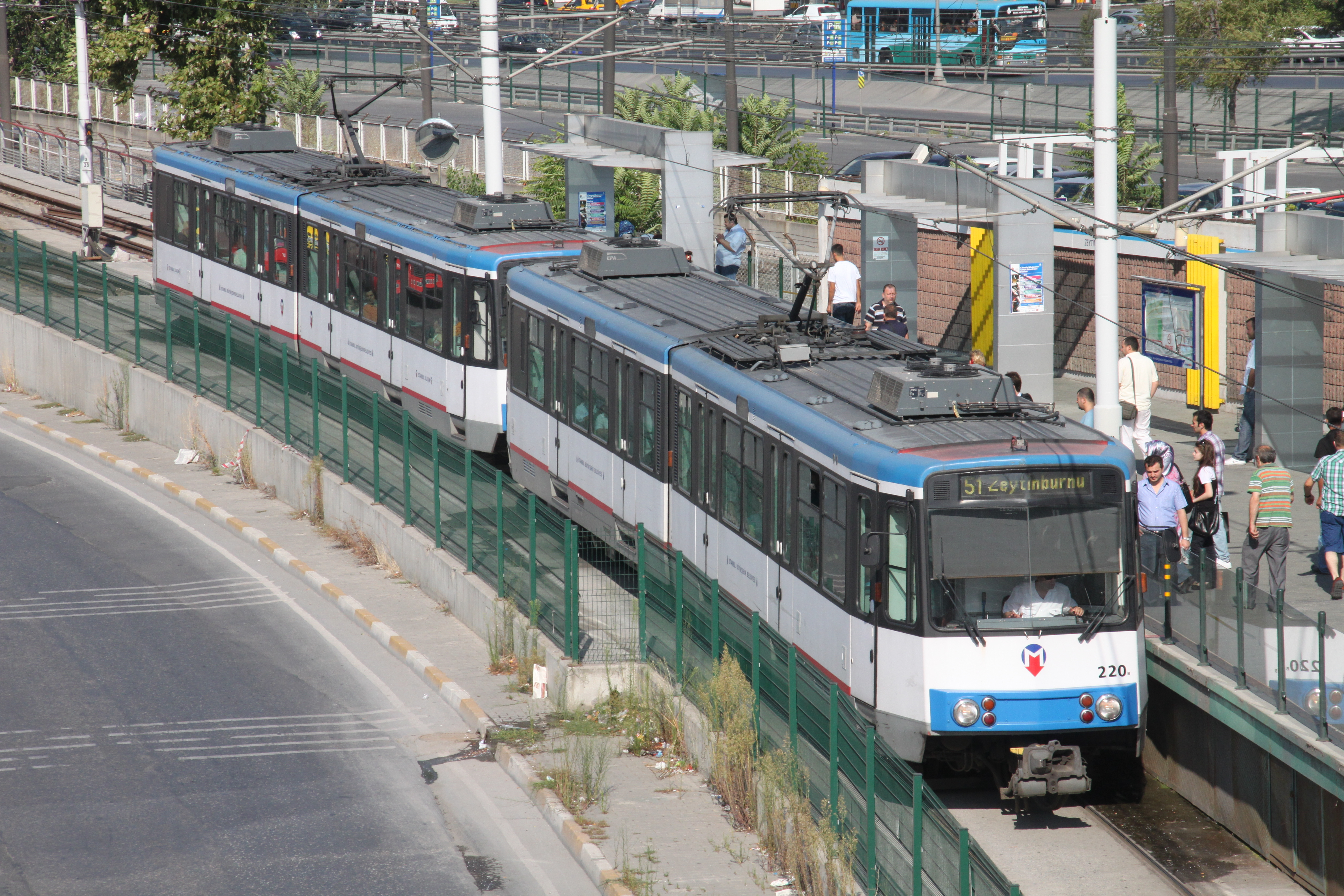
Un antiguo B100S de Colonia en Estambul

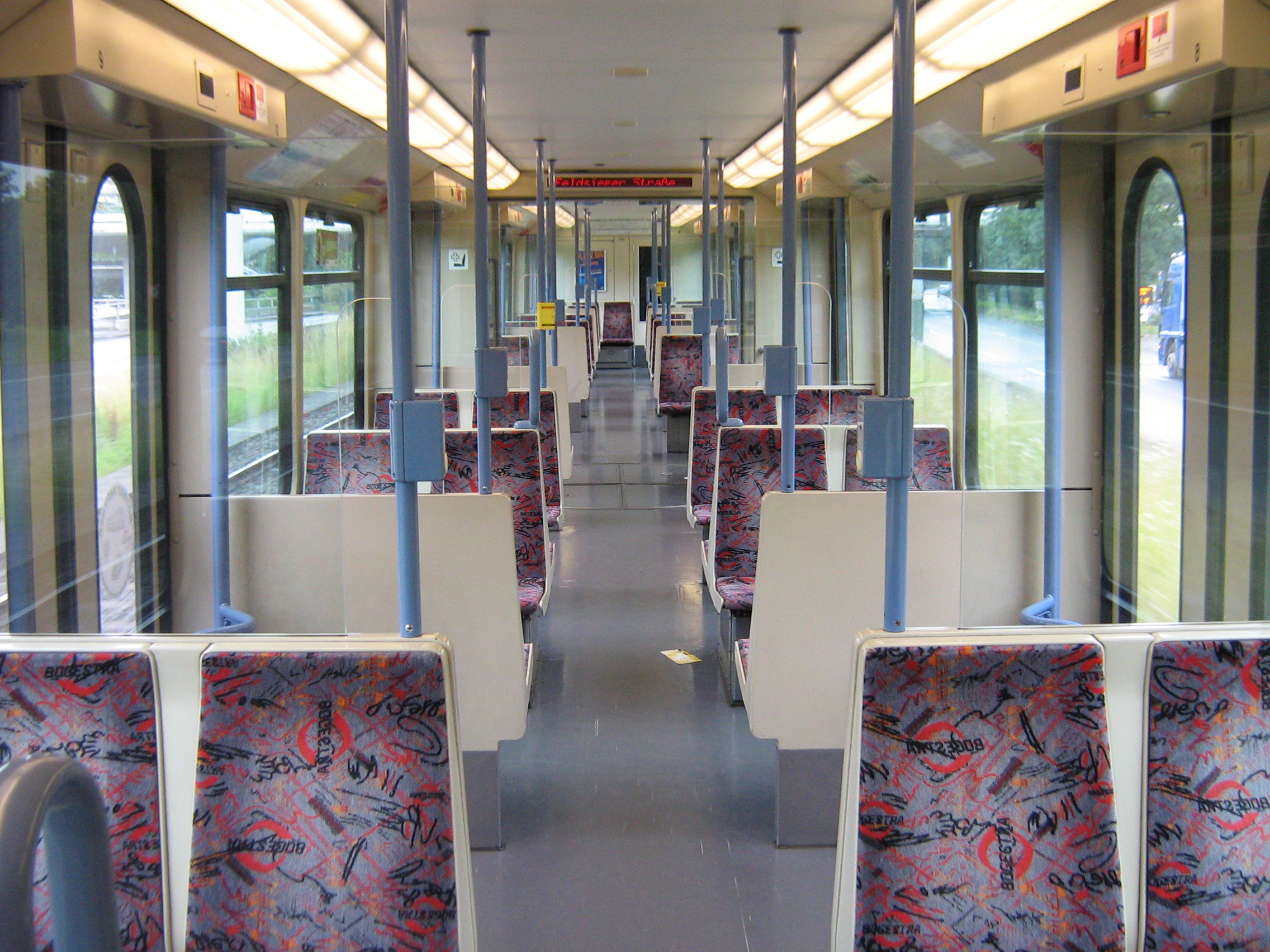
Bochum B80D desde el interior

Dado que el vehículo tipo A no cumplía con el segundo requisito, se planeó un diseño diferente. Este nuevo diseño se denominó vehículo estándar de metro ligero tipo B (Stadtbahnwagen B). En 1973 se entregaron tres prototipos: dos para Colonia y uno para Bonn. Para la red de metro ligero de Rin-Ruhr se adoptaron finalmente los vehículos de metro ligero tipo B como solución temporal, y se utilizaron por primera vez en el metro ligero de Essen a partir de 1977. El tipo A nunca se construyó para el metro ligero de Rin-Ruhr. Sin embargo, a partir de 1981 se construyó un vehículo basado en el tipo A para el metro ligero de Stuttgart bajo la denominación DT 8.
Los vehículos de Colonia y Essen fueron pintados con la cromática NRW roja y blanca. Los vehículos de Bonn fueron pintados con una cromática en dos tonos de verde.
Los vehículos tipo B se construyeron en varias series. La primera versión, con parabrisas delantero dividido en ángulo, circula en Colonia (serie 2000), Bonn (del 74xx al 77xx) y Essen / Mülheim an der Ruhr (serie 50xx). Para la inauguración del metro ligero de Düsseldorf en 1981, la empresa de transporte Rheinbahn adquirió 12 unidades del tipo B80 (4001–4012) con estructura de acero. Estos vehículos ya contaban con un parabrisas delantero de una sola pieza, cajas grandes para los letreros indicadores de destino y un sistema de tracción de corriente trifásica. La velocidad máxima se redujo a 80 km/h. A partir de 1984, se introdujo en el metro ligero de Düsseldorf una nueva versión con carrocería de aluminio y escalones abatibles modificados (para facilitar el acceso), correspondiente a las series 41xx a 42xx, algunas de ellas con coche restaurante (Rheinbahn-Bistro, 4101–4104). En estos vehículos también se eliminaron las puertas individuales ubicadas detrás de las cabinas de conducción, para ampliar el espacio destinado a esta. En los vehículos de la serie previa, estas puertas también fueron retiradas posteriormente. Para Duisburgo se suministró un tipo de vehículo casi idéntico, pero con estructura de acero (47xx). Algunos contaban con un coche restaurante. Tanto Duisburgo como Düsseldorf (donde ya se había implementado en los tranvías articulados tipo GT8S) también optaron por la cromática del metro ligero, aunque en un tono de rojo más oscuro.
A partir de 1983, Bonn (series 83xx y 84xx) y Colonia (serie 2100) adquirieron más vehículos tipo B, cuya construcción se asemejaba más al tipo utilizado en Duisburgo. Una serie que se utilizó en Colonia y que surgió a finales de la década de 1980 cuenta con una cabina de conducción solo en un extremo del vehículo (serie 2200); estos vehículos operan únicamente en doble tracción, es decir, dos vehículos acoplados con cabinas en los extremos opuestos. De este tipo, la empresa alemana Waggon Union entregó diez unidades a Colonia. Esta entrega se concretó en 1993 en una nueva serie (serie 2300), que volvió a contar con dos cabinas de conducción. Versiones del tipo B con un diseño similar también se utilizan en Bochum y Dortmund, donde también hay una versión de ocho ejes con una sección central.
Si bien no son oficialmente vehículos tipo B, existen versiones basadas en el tipo B en el metro ligero de Karlsruhe (véanse también los modelos GT6-80C, GT8-80C, GT8-100C/2S).

## Sucesores
Desde 1994 cesó la fabricación de los vehículos tipo B, siendo reemplazados gradualmente por modelos más modernos, tales como:
- Siemens Avenio
- Bombardier Flexity Swift (K5000, B-2010, HF6)
- Stadler Tango
- HeiterBlick B80D (Vamos HF, HochFlur - piso alto); metro ligero de Dortmund

Hasta ahora, Bombardier ha logrado vender 73 vehículos a Colonia y Bonn, los cuales fueron entregados en 2002/2003. Los vehículos tipo B retirados del servicio en Bonn fueron adquiridos por los Servicios Municipales de Dortmund en una licitación internacional en el año 2003.
Bochum encargó seis unidades Stadler Tango en 2005. Contrariamente a las especificaciones originales, estos vehículos no son compatibles con los modelos B80D existentes. Sin embargo, está previsto que Stadler modernice sus sistemas técnicos. Esto no solo aumentaría su vida útil a aproximadamente 40 años, sino que también permitiría operar trenes acoplados con composiciones mixtas.
Los servicios municipales de Dortmund encargaron en abril de 2018 un total de 26 nuevos vehículos del tipo B80D al fabricante HeiterBlick. Al mismo tiempo, se están modernizando los 64 vehículos existentes. Los modelos B100S adquiridos previamente de Bonn fueron retirados del servicio en ese mismo período. En febrero de 2024 se encargaron ocho unidades adicionales del modelo B80D.

## Modernizaciones
Debido a recortes en la financiación de vehículos y al descontento con las series sucesoras, tanto las empresas de transporte de Bonn como las de Colonia decidieron renunciar a nuevas adquisiciones a medio plazo y, en su lugar, modernizar exhaustivamente sus vehículos B más antiguos. Los servicios municipales de Dortmund optaron por modernizar los antiguos vehículos B además de adquirir nuevos.

### Reacondicionamiento en Bonn
En 2009, la empresa de servicios públicos de Bonn (SWB) comenzó con el denominado «reacondicionamiento» de sus 25 vehículos B fabricados entre 1974 y 1977, con el objetivo de prolongar su vida útil por otros 25 años de operación. Por aproximadamente 1,3 millones de euros por vehículo, se instalaron nuevos sistemas de tracción con capacidad de retroalimentación, se amplíó la cabina de conducción y se rediseñó tanto la parte frontal del vehículo como el área para pasajeros. El prototipo debía estar finalizado originalmente a finales de 2009, pero no se completó hasta 2012. Desde entonces, el reacondicionamiento de los vehículos se realiza en Beuel en cooperación con el depósito de SWB en Dransdorf, donde se llevan a cabo los trabajos de pintura (desde agosto de 2019).

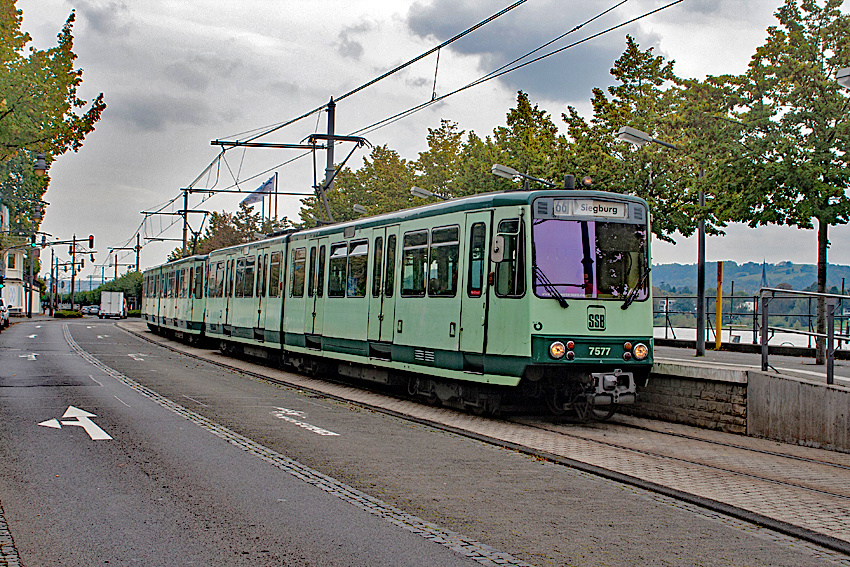
Vehículo B original en Bonn
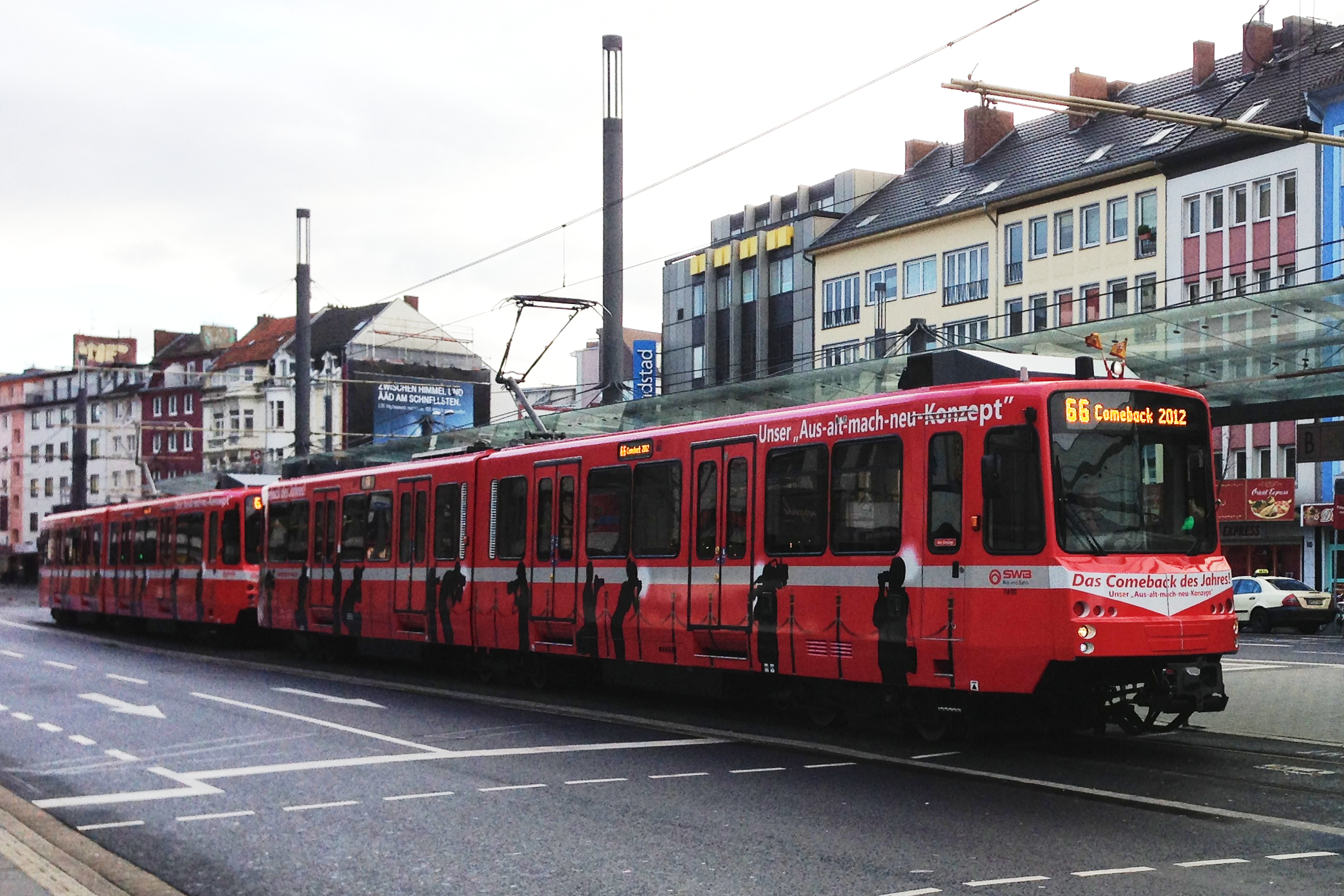
Vehículo B “de segunda generación” en Bonn

### Reconstrucción en Colonia
Desde 2010, la empresa de transportes de Colonia (KVB) inició la reconstrucción de 28 vehículos B de los años 1984 y 1985 al tipo K2400. Por 1,6 millones de euros por unidad, se modernizaron la cabina de conducción, el interior y el diseño frontal, además de incorporar un sistema de climatización. La segunda cabina de conducción se elimina para ampliar el espacio para pasajeros, por lo que estos vehículos, al igual que la serie 2200, solo pueden operar en configuración doble. Se reconstruyó un prototipo en junio de 2011 y, desde 2012, se planificó transformar siete vehículos por año. En junio de 2014 se presentaron públicamente los dos primeros vehículos reconstruidos del nuevo tipo K2400 y se pusieron en servicio. Para 2021, los 28 vehículos B de la serie 2100 fueron modernizados progresivamente.

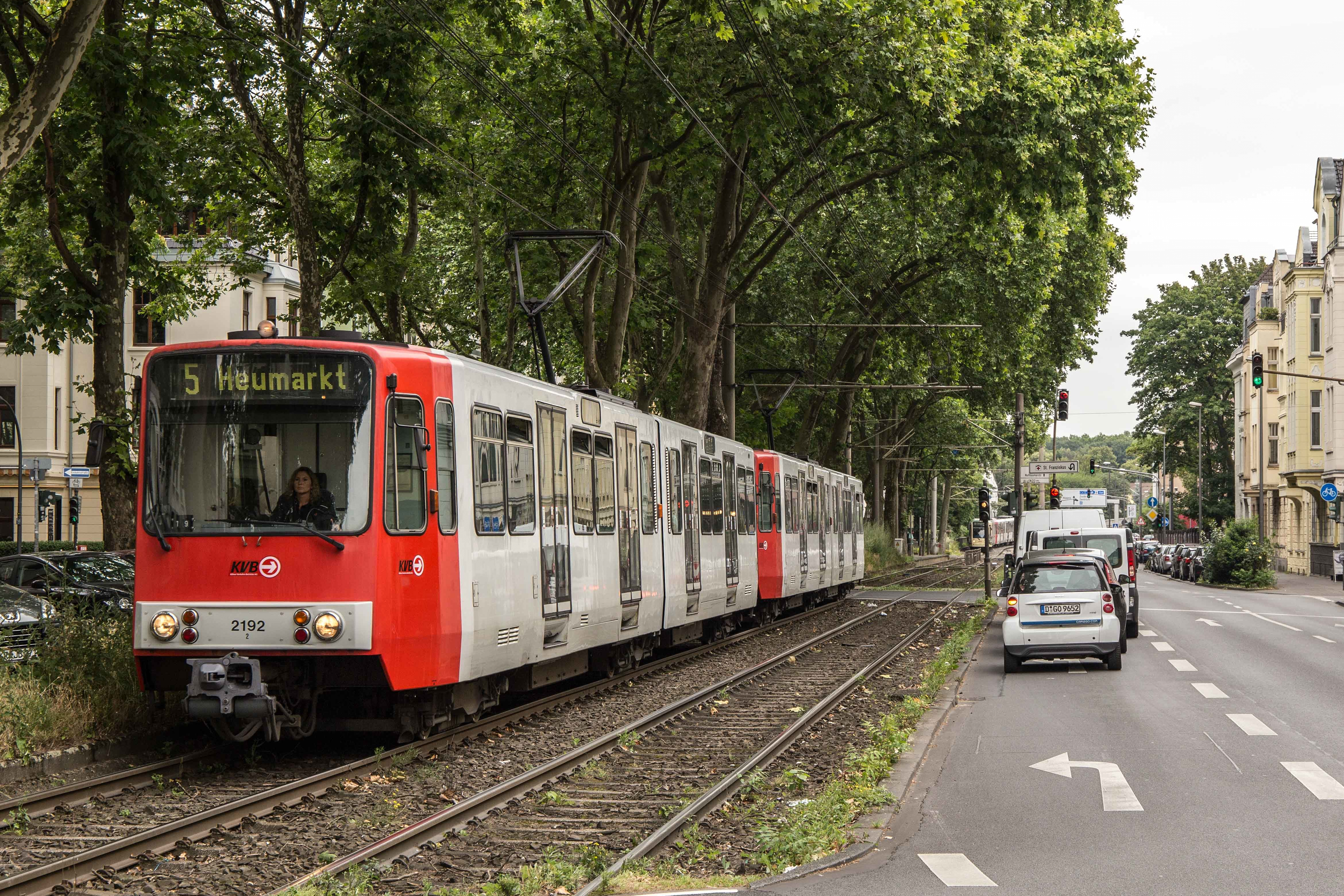
Vehículo B original en Colonia
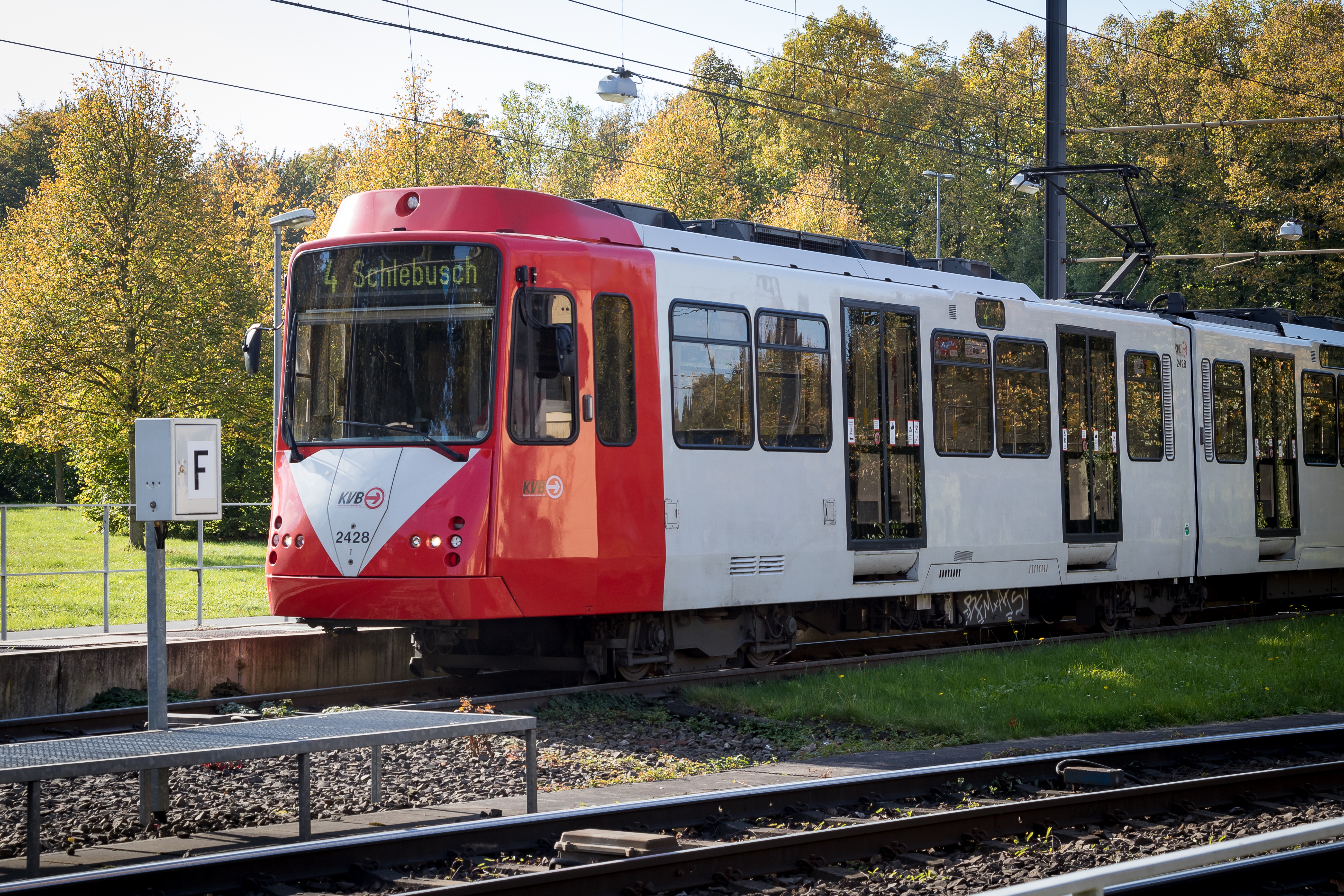
Vehículo B modernizado en Colonia

### Restauración, retiro y entrada de nuevos vehículos en Dortmund
En diciembre de 2013, los servicios públicos municipales de Dortmund (DSW21) decidieron restaurar 64 vehículos B del tipo B80C y encargaron 26 vehículos nuevos. Los diez vehículos tipo B100S adquiridos de Bonn fueron retirados en contraprestación. Inicialmente, se planificó realizar las modernizaciones entre 2016 y 2025. En abril de 2018 se adjudicó el contrato completo a las empresas HeiterBlick y Kiepe Electric. Estas construyen 26 nuevos vehículos de tren ligero tipo B80D. El primer vehículo nuevo llegó en diciembre de 2022; a partir de 2023 comenzó la modernización de los vehículos existentes. Para ello, a finales de 2018 se entregó un B80C/8 a HeiterBlick para realizar ingeniería inversa. Los nuevos vehículos deberían de ser visualmente indistinguibles de los vehículos antiguos restaurados. La restauración incluye aislamiento térmico, sistemas de ventilación optimizados, cabinas de conducción climatizadas y espacios de uso especial más grandes y accesibles desde todas las puertas. La información para los pasajeros se mejorará mediante monitores, franjas guía, luces LED de colores y altavoces en las puertas. Además, gracias a la suspensión neumática existente, en el futuro será posible bajar los vehículos algunos centímetros en las paradas para mejorar la accesibilidad.

### Modernización en Bochum
La empresa Bochum-Gelsenkirchener Straßenbahnen AG (BOGESTRA), en cooperación con Stadler Rail, lleva a cabo desde el segundo trimestre de 2021 la modernización de sus 25 vehículos B (fabricados entre 1988 y 1993). Los vehículos están siendo renovados tanto técnica como visualmente de manera integral. La cabina de conducción será rediseñada teniendo en cuenta los conocimientos ergonómicos actuales. Se renovarán la tecnología de control y de tracción, y se actualizarán los sistemas de puertas para pasajeros al estándar más moderno. Posteriormente, los vehículos llevarán la denominación B-80 Neo. En marzo de 2024 llegó el primer vehículo modernizado a BOGESTRA.

## Vehículos tipo B en Alemania
Leyenda:

- 80/100: Velocidad máxima.
- C: Motor CC con control chopper.
- D: Motor trifásico.
- S: Motor CC con cuadro de distribución controlado por Simatic.
- /6 o /8: Número de ejes.

Nota sobre la denominación de los tipos: Con la introducción de diferentes tipos de propulsión a partir de 1981 en Düsseldorf, se añadió a la designación original B100 la letra correspondiente a la forma de propulsión o tipo de motor respectivo. A partir de entonces, por ejemplo, los vehículos B de la primera generación pasaron a denominarse B100S.
| Ciudad              | Tipo        | Imagen | Año de fabricación | Número de vehículo            | Observaciones |
| ------------------- | ----------- | ------ | ------------------ | ----------------------------- | --- |
| Bochum              | B80D        |        | 1988–1993          | 6001–6025                     | Sin escalones abatibles; puertas abatibles exteriores (modernización desde 2021) |
| Bonn (SWB)          | B100S       |        | 1973               | 7351                          | Prototipo; parabrisas angular; puertas corredizas giratorias; parcialmente diferente de los modelos de serie (p. ej. motores más débiles); desde 2003 usado como fuente de repuestos en Dortmund, desguazado en 2006                                                                |
| Bonn (SWB)          | B100S       |        | 1974–1977          | 7451–7467 7651–7654 7751–7760 | Parabrisas angular; puertas corredizas giratorias; 13 unidades vendidas a Dortmund en 2003; entre 2012–2023 fueron transformadas a B80C-ZE; 26 vehículos en total |
| Bonn (SWB)          | B100S       |        | 1984               | 8451–8456                     | Puertas corredizas giratorias |
| Bonn (SWB)          | B100C       |        | 1993               | 9351–9364                     | Puertas corredizas giratorias |
| Bonn (SSB)          | B100S       |        | 1975               | 7571–7578                     | Parabrisas angular; puertas corredizas giratorias; entre 2012 y 2023 transformados a B80C-ZE |
| Bonn (SSB)          | B100S       |        | 1983/1984          | 8371–8378 8471                | Puertas corredizas giratorias |
| Bonn (SSB)          | B100C       |        | 1993               | 9371–9376                     | Puertas corredizas giratorias |
| Dortmund            | B80C/6 (B6) |        | 1986–1993          | 301–343                       | Puertas abatibles exteriores; el vehículo 343 equipado entre 1998 y 2000 con sección central de plástico como prueba |
| Dortmund            | B80C/8 (B8) |        | 1993/1994          | 344–354                       | Puertas abatibles exteriores; entregados como B6, convertidos a B8 en 1996; vehículo 348 primer modelo modernizado (verano 2024) |
| Dortmund            | B80C/8 (B8) |        | 1998/1999          | 355–364                       | Puertas abatibles exteriores; entregados de fábrica como B8 |
| Dortmund            | B100S       |        | 1974               | 401–410                       | (ex-SWB) parabrisas angular; originalmente con puertas neumáticas, reemplazadas por puertas eléctricas (2007–2009); conversión de 7467 a 411 cancelada y desguazados en 2013; 404 y 406 desguazados en diciembre de 2023, el resto se retirarán en 2024 (algunos para los bomberos) |
| Dortmund            | B80D        |        | 2021–2026          | 365–398                       | Primer vehículo entregado el 1 de diciembre de 2022, en servicio desde el 23 de abril de 2024 |
| Düsseldorf          | B80D        |        | 1981               | 4001–4012                     | Puertas plegables; 4001 fuera de servicio desde 2001; varios vehículos desguazados entre 2024 y 2025 |
| Düsseldorf          | B80D        |        | 1986               | 4101–4104                     | Puertas plegables; conversiones de coches restaurante; solo tres puertas dobles por lado |
| Düsseldorf          | B80D        |        | 1984–1993          | 4201–4288                     | Puertas plegables |
| Duisburg            | B80C        |        | 1983               | 4701–4714                     | Puertas plegables |
| Duisburg            | B80C        |        | 1984               | 4715–4718                     | Puertas plegables; convertidos desde coches restaurante; tres puertas dobles por lado |
| Essen               | B80C        |        | 1976               | 5101–5111                     | Puertas corredizas giratorias; parabrisas angular; convertidos desde B100S |
| Essen               | B80C        |        | 1978               | 5121–5128                     | Puertas plegables; parabrisas angular; convertidos desde B100S |
| Essen               | B80C        |        | 1985               | 5141–5145                     | Puertas plegables |
| Colonia             | B100S       |        | 1973               | 2001+2002                     | Prototipos, parabrisas angular, puertas corredizas giratorias; parcialmente diferentes de la serie; desguazados |
| Colonia             | B100S       |        | 1976               | 2003–2029                     | Parabrisas angular; puertas corredizas giratorias; uno preservado como vehículo de museo; el resto desguazados o vendidos hasta 2009 |
| Colonia             | B100S       |        | 1977               | 2030–2039                     | Parabrisas angular; puertas corredizas giratorias; todos menos 2031, 2032 y 2035 desguazados o vendidos |
| Colonia             | B80S        |        | 1977               | 2040–2049                     | Parabrisas angular; puertas corredizas giratorias; todos menos el 2049 desguazados o vendidos; Vmax 80 km/h |
| Colonia             | B80S        |        | 1978               | 2050–2054                     | Parabrisas angular; puertas corredizas giratorias; desguazados o vendidos hasta 2009; Vmax 80 km/h |
| Colonia             | B100S       |        | 1977               | 2095–2099                     | Parabrisas angular; puertas corredizas giratorias; usados hasta 1992 por KBE, desguazados o vendidos hasta 2009 |
| Colonia             | B100S       |        | 1984/1985          | 2101–2122                     | Puertas corredizas giratorias; 2118 retirado; convertidos entre 2014 y 2021 |
| Colonia             | B100S       |        | 1986               | 2192–2199                     | Puertas corredizas giratorias; hasta 1992 usados por KBE; 2197 ya no existe; convertidos entre 2014 y 2021 en la serie 2400 |
| Colonia             | B80D        |        | 1987–1992          | 2201–2240                     | Una sola cabina de conducción; puertas abatibles exteriores |
| Colonia             | B80D        |        | 1988/1989          | 2251–2260                     | Una sola cabina de conducción, puertas abatibles exteriores; fabricadas por Waggon Union |
| Colonia             | B80D        |        | 1995/1996          | 2301–2333                     | Puertas abatibles exteriores |
| Mülheim an der Ruhr | B100S       |        | 1976               | 5012–5016                     | Puertas corredizas giratorias; parabrisas angular; 5012 desguazado en 2023 |
| Mülheim an der Ruhr | B80S        |        | 1985               | 5031–5032                     | Puertas corredizas giratorias |

## Vehículos tipo B en el mundo
El vehículo del tipo B está presente en diversas ciudades en el mundo. En México, estos vehículos circulan en las ciudades de Guadalajara, Monterrey y Ciudad de México. Además, vehículos basados en el tipo B se utilizan en Lausana (compatibilidad con el tipo B debido a las expectativas de exportación del fabricante), Londres (alimentación por tercer riel; una parte de ellos, tras ser modificados para funcionar mediante catenaria, circulan hoy en Essen), Newcastle upon Tyne, Pittsburgh, San Luis, Ankara (con tercer riel) y Bursa (ahí con el diseño original de DUEWAG). Algunos vehículos de la primera serie de Colonia fueron vendidos en 2007 a Estambul.
| País           | Ciudad              | Nombre                 | Imagen | Año de fabricación | Número de vehículo              | Observaciones                                                    |
| -------------- | ------------------- | ---------------------- | ------ | ------------------ | ------------------------------- | ---------------------------------------------------------------- |
| Estados Unidos | San Luis            | Siemens SD-400         |        | 1991               | 1001–1031                       |                                                                  |
| Estados Unidos | San Luis            | Siemens SD-460         |        | 1999, 2000, 2004   | 2001–2010, 3001–3024, 4001–4022 |                                                                  |
| Estados Unidos | San Luis            | Siemens S200           |        | 2027               |                                 |                                                                  |
| Estados Unidos | Pittsburgh          | Siemens SD-400         |        | 1985               | 4201–4255                       | Reconstruidos por CAF en 2005–2006 y renumerados de 41XX a 42XX. |
| Estados Unidos | Pittsburgh          | CAF LRV                |        | 2003               | 4301–4328                       |                                                                  |
| México         | Ciudad de México    | TE-90                  |        | 1990               |                                 |                                                                  |
| México         | Ciudad de México    | TE-95                  |        | 1995               |                                 |                                                                  |
| México         | Ciudad de México    | TE-06                  |        | 2006               |                                 |                                                                  |
| México         | Ciudad de México    | TE-12                  |        | 2012               |                                 |                                                                  |
| México         | Ciudad de México    | TE-23                  |        | 2012               |                                 |                                                                  |
| México         | Guadalajara         | TLG-88                 |        | 1988               | M.01 - M.16                     |                                                                  |
| México         | Guadalajara         | TEG-90                 |        | 1990               | M.17 - M.32                     |                                                                  |
| México         | Guadalajara         | TEG-15                 |        | 2015               | M.33 - M.48                     |                                                                  |
| México         | Guadalajara         | TEG-23                 |        | 2023               | M.49 - M.60                     |                                                                  |
| México         | Monterrey           | MM-90                  |        | 1990               | M.0001 - M.0048                 |                                                                  |
| México         | Monterrey           | MM-93                  |        | 1993               | M.0049 - M.0070                 |                                                                  |
| México         | Monterrey           | MM-05                  |        | 2005               | M.0071 - M.0084                 |                                                                  |
| México         | Monterrey           | MM-20                  |        | 2020               | M.0109 - M.0134                 |                                                                  |
| México         | Monterrey           | MM-24                  |        | 2024               | M.0135 - M.0156                 |                                                                  |
| Reino Unido    | Londres             | P86                    |        | 1986               |                                 |                                                                  |
| Reino Unido    | Londres             | P89                    |        | 1989               |                                 |                                                                  |
| Reino Unido    | Londres             | B90                    |        | 1990               |                                 |                                                                  |
| Reino Unido    | Londres             | B92                    |        | 1992               |                                 |                                                                  |
| Reino Unido    | Londres             | B2K                    |        | 2001               |                                 |                                                                  |
| Reino Unido    | Londres             | B07                    |        | 2007               |                                 |                                                                  |
| Reino Unido    | Londres             | B23                    |        | 2023               |                                 |                                                                  |
| Reino Unido    | Newcastle upon Tyne | British Rail Class 599 |        | 1975               |                                 |                                                                  |
| Reino Unido    | Newcastle upon Tyne | British Rail Class 555 |        | 2021               |                                 |                                                                  |
| Turquía        | Ankara              | AnsaldoBreda           |        | Desconocido        |                                 |                                                                  |
| Turquía        | Bursa               | B80                    |        | Desconocido        |                                 |                                                                  |